# 劇場版 鋼之鍊金術師 森巴拉的征服者
《劇場版 鋼之鍊金術師 森巴拉的征服者》，為接續電視動畫《鋼之鍊金術師》（第1版）故事發展的劇場版作品。背景從鍊金術世界搬到現實世界，時為1923年德國慕尼黑。
「森巴拉」是源自西藏，理想鄉之意。

## 剧情大纲
此時的德國正要面對著第一次世界大戰戰敗後所產生的惡性通貨膨脹。
愛德華來到一個無法使用鍊金術的世界（即現實世界），為了尋找回到原本世界的線索，便與酷似弟弟的青年艾爾凡斯·海德利希一起進行液態燃料火箭的研究，但對愛德華而言，漫長的兩年時光過去，相對能找出回到原來世界的機會也越來越渺茫。
一日，與艾爾凡斯一同前往嘉年華會的愛德華，遇到了一位名為「諾雅」的吉普賽女性。自稱「羅姆（Roma）」的吉卜賽人被當時的德國人視為「次等民族」。擁有不可思議力量的諾雅，只要接觸對方就能看見他人的內心記憶及想法。她的出現使愛德華被捲入當時納粹黨外圍組織「杜利協會」企圖尋找並入侵一個名為「森巴拉」國度的計畫，同時也意味著鍊金術世界將面臨危機。

## 人物介绍

### 現實世界
愛德華·艾力克 （聲：朴璐美（日）／袁淑珍（港）／雷碧文（台））
兩年前被推向門的另一端而來到現實世界的慕尼黑，目前18歲。與阿爾馮斯‧海德利希住在一起，並試圖尋找回到鍊金術世界的方法，卻始終無法如願。在這個無法使用其最擅長的鍊金術的現實世界中，他開始感到孤獨與焦慮。
艾爾凡斯·海德利希（Alfons Heiderich，聲：小栗旬（日）／陳仕文（港）／劉傑（台））
是個長相跟阿爾十分相似的學生。由於受到現代火箭之父赫曼歐伯斯的啟發，目前正學習著火箭工學，並與愛德共同進行研究。
諾雅 （Noah，聲：澤井美優（日）／郭碧珍（港））
皮膚淺黑，身著獨特民族服裝的吉卜賽少女。透過身體接觸就能了解對方記憶想法，因而被捲入杜利協會的陰謀中，成為被追查的對象。
迪特琳德·埃卡特 （Dietlinde Eckart，聲：加藤和子（日）／杜雯惠（港）／詹雅菁（台）)
在神秘團體「杜利協會」中的女性高層領導，試圖利用「香巴拉」的力量，加強在納粹黨內的影響力。原型人物是迪特里希·埃卡特。
卡爾·豪斯霍弗爾（聲：津嘉山正種）
秘密組織杜利協會的指導者，也是個精通超自然現象的學者。為了達成征服世界的目的，四處尋求著聯繫理想國度「香巴拉」的關鍵「大蛇」。
魯道夫·赫斯（聲：小山力也（日）／李建良（港））
身為豪斯霍弗爾弟子的軍人，後來當上納粹副元首的人物。他對艾爾凡斯‧海德利希的火箭工學抱持著非常高度的興趣。
弗里茨·朗（聲：柴田秀勝（日）／吳文民（台））
猶太人的電影導演，長相酷似鍊金世界中亞美斯多利斯的大總統金格·布拉德雷。醉心於電影的世界。
安比（聲：山口真弓（日）／杜雯惠（港）／傅曼君（台））
愛德與阿爾的父親「光之霍恩海姆」過去在人體鍊成時所誕生的人造人。牠跟著霍恩海姆穿越了門來到「現實世界」時，化身為銜尾蛇的巨龍樣貌，被杜利協會發現但一度逃脫，之後便一直躲在古城之中。
霍恩海姆（聲：江原正士（日）／吳文民（台））
愛德與阿爾的父親，為了讓愛德能夠回去鍊金世界，便開始接近杜利協會。
休斯（聲：藤原啓治（日）／黃文偉（港）／劉傑（台））
長相酷似鍊金世界中馬斯·休斯的警察。對愛德寄住處之屋主葛蕾希亞抱有好感。
葛蕾希亞（聲：三石琴乃（日）／林小寶（港））
長相酷似鍊金世界中的葛蕾希亞·休斯。愛德與艾爾凡斯‧海德利希所寄住的房屋之主人，以經營花店為業。
阿道夫·希特勒
納粹黨元首。1923年11月8日，受本尼托·墨索里尼向羅馬進軍的成功影響，發起了啤酒館政變後失敗被捕。

### 鍊金術世界
艾爾凡斯·艾力克 （聲：釘宮理惠（日）／陳凱婷（港）／林美秀（台））
其身軀雖然成功地由鎧甲恢復成肉體，但卻也失去過去四年來的記憶，目前14歲。為了與從鍊金術世界消失的哥哥愛德再次相見，他回到師父伊茲米的身邊重新修練鍊金術。紅色披風與長髮，或許就是代表著他要找回哥哥的決心。
雲尼·諾貝爾 （聲：豐口惠（日）／黃紫嫻（港））
愛德與阿爾的青梅竹馬。身為機械鎧維修師的她，在鍊金術世界持續的修練着技術。
羅伊·馬斯丹 （聲：大川透（日）／張繼聰（港））
雖然他在與人造人派拉特（肯格·布拉多萊）的戰鬥中獲勝，但也因此失去了左眼。曾一度晉升至准將的他，卻因為某些原因以下士的身分在嚴寒的北方服役。
亞力士·路易·阿姆斯壯 （聲：内海賢二（日）／古明華（港）／吳文民（台））
他能利用徹底鍛鍊的肉體使出豪爽的鍊金術，因此也被稱為「豪腕之鍊金術師」。不過與其體格完全相反的是，他的思緒非常細膩，十分關心愛德華與艾爾凡斯的旅途現況。家中經營與政經界有著密切關係的事業，同時也是擔任歷代將軍的名門世家。在政變之後他離開了軍隊，利用阿姆斯壯家的財力經營建設事業。
莉莎·霍克愛 （聲：根谷美智子（日）／林小寶（港）／傅曼君（台））
萊·馬斯丹去了北方之後，她依舊於中央司令部任職。非常掛念馬斯丹。
羅賽 （聲：桑島法子（日）／潘芳芳（港））
羅賽在故鄉里奧爾身陷危機時，由於遭到命運的捉弄而背負著不幸的過去。她現在繼續留在利奧爾跟孤兒們一起生活，努力重建家鄉。
拉斯 （聲：水樹奈奈（日）／潘芳芳（港）／林美秀（台））
愛德的師父伊茲米對兒子進行人體鍊成失敗，因此而製造出來的人造人。失去愛德手腳後裝上機械鎧的拉斯，不斷尋求著母親的背影。
桂杜尼 （聲：高戶靖廣（日）／劉傑（台））
在電視版中最後被削去理性，成為一個只有食慾的存在。長期被封鎖在地下都市遺址，看到什麼都吃，變成一個大怪物。
哈士奇森（Huskisson，聲：石塚運昇）
愛德華回憶中的人物，物理學家，發明了蒸汽機及各類機械器材。想依賴鋼之鍊金術師向中央司令部推薦他研發的鈾彈，以應用於戰爭之中。

## 工作人员
- 原作 - 荒川弘 月刊少年GANGAN連載（史克威爾艾尼克斯）
- 監督 - 水島精二
- 故事・脚本 - 會川昇
- 人物設定 - 伊藤嘉之
- 製作設定 - 荒牧伸志
- 生物設定 - 石垣純哉
- 機械設定 - 福地仁
- 分鏡 - 增井壮一、金子伸吾、安藤真裕、中村豊、荒牧伸志、水島精二
- 演出 - 金子伸吾、岩崎太郎、橋本昌和、中村豊
- 監督補 - 角田一樹
- 技術指導 - 宮原洋平
- 總作画監督 - 伊藤嘉之
- 作画監督 - 逢坂浩司、菅野宏紀、関口可奈味、馬越嘉彦、富岡隆司、稲留和美、小栗寛子、斉藤英子、金子秀一、中村豊
- 美術監督 - 小倉一男
- 美術設定 - 成田偉保
- 撮影監督 - 福士亨
- 編集 - 板部浩章
- 音樂 - 大島ミチル
- 音響監督 - 三間雅文
- 音響効果 - 倉橋静男
- 音響制作 - テクノサウンド
- 製作 - 劇場版「鋼の錬金術師」製作委員会（毎日放送、史克威爾艾尼克斯、Aniplex、松竹、BONES、TBS、電通、日販、PPV JAPAN）

## 歌曲
- OP：『Link』/L'Arc〜en〜Ciel
- ED：『LOST HEAVEN』/L'Arc〜en〜Ciel

## 相關書籍
劇場版彩色漫畫書： 史克威爾艾尼克斯出版
- 鋼之鍊金術師劇場版-香巴拉的征服者（上）2007年2月3日、東立出版
- 鋼之鍊金術師劇場版-香巴拉的征服者（下）2007年2月13日、東立出版

## 上映時間
- 2005年7月23日（六）在松竹．東急系院線上映。
- 2005年12月23日（五）在台灣上映。
- 2006年1月12日（四）於香港上映。

## 外部連結
- 鋼之鍊金術師 香巴拉的征服者（日語）
- 鋼之鍊金術師-香巴拉的征服者（普威爾） （繁體中文）